# ألفريد وبلنتجنت (أونتاريو)
ألفريد وبلنتجنت، أونتاريو (بالإنجليزية: Alfred and Plantagenet) هي مدينة كندية تقع في مقاطعة أونتاريو. تبلغ مساحة هذه المدينة 391.6799 (كم²)، ويبلغ عدد سكانها 8654 نسمة حسب إحصاء سنة 2006 م، بينما كان يسكنها 8593 نسمة في سنة 2001 م. تحتل هذه المدينة المرتبة رقم 437 بين مدن كندا حسب عدد السكان والمرتبة رقم 162 في المقاطعة. نما عدد السكان في هذه المدينة بنسبة (0.7) بين العامين المذكورين.

## معرض صور

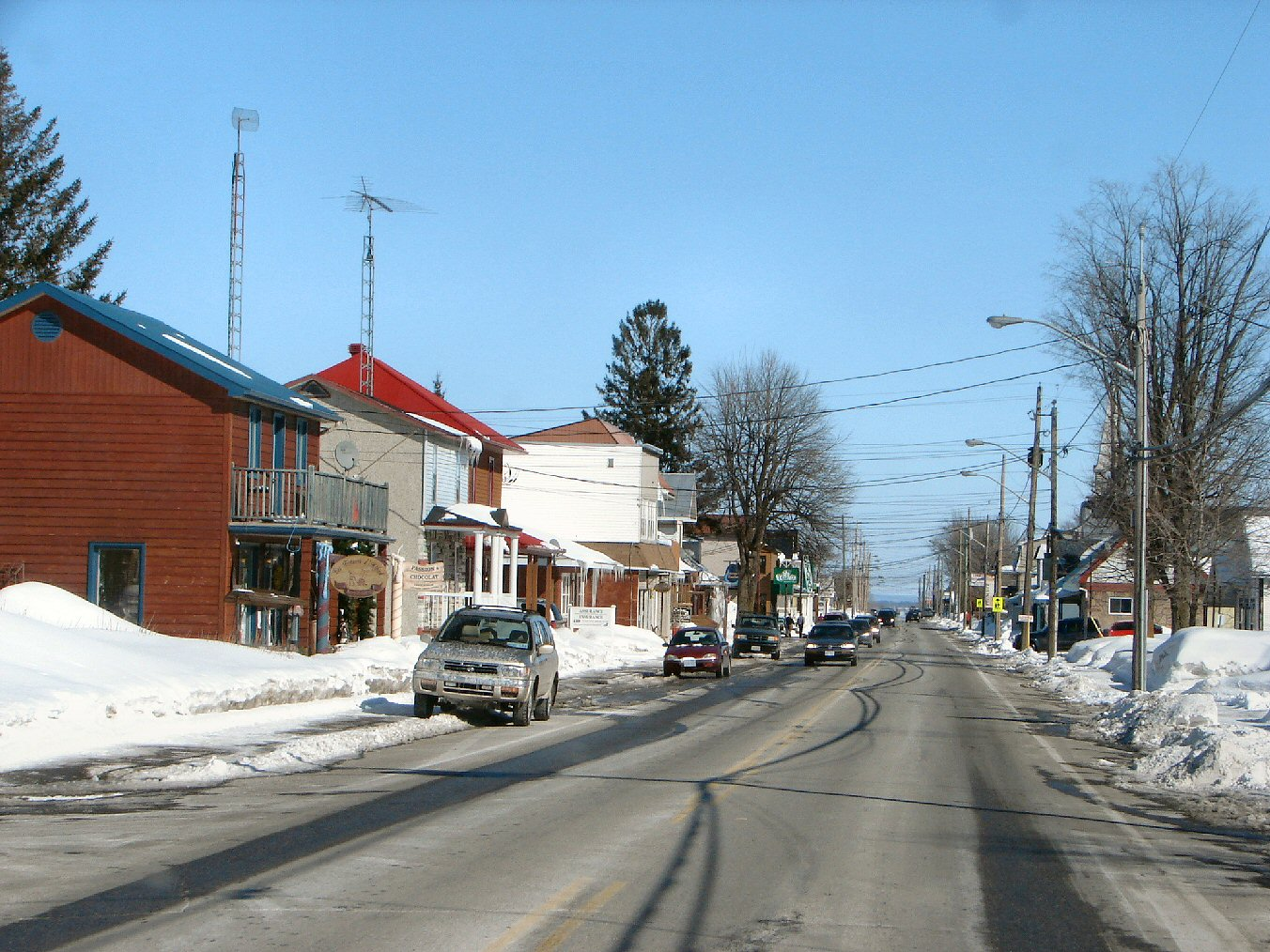
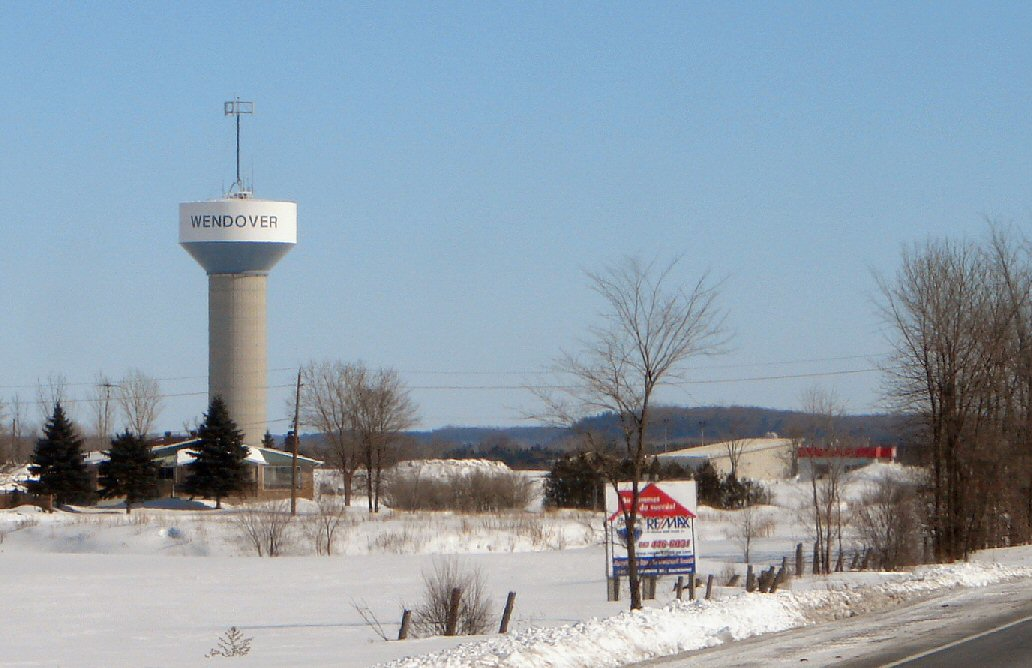
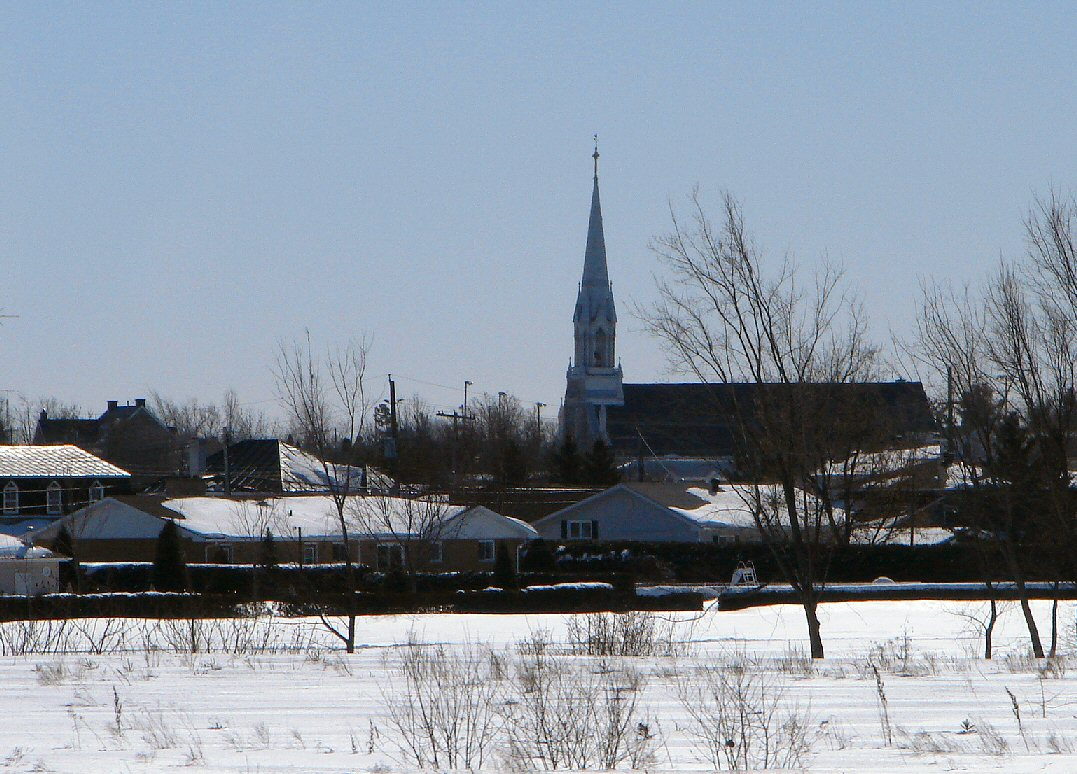

## أعلام
- جوزيف شاربونو

## وصلات خارجية
- الأطلس الحكومي لكندا
- إحصاءات كندا مع ساعة تعداد السكان